# Microsiphum nudum
Microsiphum nudum är en insektsart. Microsiphum nudum ingår i släktet Microsiphum och familjen långrörsbladlöss. Inga underarter finns listade i Catalogue of Life.